# 1579 a tudományban
Az 1579. év a tudományban és a technikában.

## Születések
- január 12. – Johan Baptista van Helmont flamand alkimista, kémikus, fiziológus, orvos († 1644)

## Halálozások
- Johannes Stadius flamand matematikus, asztrológus (* 1527)
- Gonzalo Jiménez de Quesada spanyol felfedező, konkvisztádor; ő alapította a mai Kolumbia fővárosát, Bogotát (* 1509)